# チャールズ・バークラ
チャールズ・バークラ（Charles Glover Barkla、1877年6月7日 - 1944年10月23日）は、イギリスの物理学者である。特性X線の発見の功績により1917年にノーベル物理学賞を受賞した。

## 生涯
チェシャー州ウィドゥネスに生まれ、リヴァプール大学、ケンブリッジ大学キングス・カレッジで学んだ。1909年にロンドン大学のキングス・カレッジ・ロンドンの物理学の教授となった。1913年にはエディンバラ大学の自然科学の教授になり、終生そこの教授であった。
1909年に C.A. Sadlerと元素に電子線をあてると、元素に固有な波長を持つ特性X線が発生することを発見した。
発見当時は特性X線の物理的意義は必ずしも明確でなかったが、1913年ヘンリー・モーズリーによって、特性X線の波長と原子の原子番号の関係が明らかにされた（モーズリーの式）。モーズリーは第一次世界大戦で戦死したため、ノーベル賞の受賞を逃したが、バークラは1917年に受賞した。1912年に王立協会フェローに選出、同協会から1916年ベーカリアン・メダル、1917年ヒューズ・メダル受賞。
スコットランドのエディンバラで没した。